# 増田龍治
増田 龍治（ますだ りゅうじ、1968年 - ）は、日本の3DCGアニメ監督。熊本県熊本市出身。大阪芸術大学芸術学部映像学科卒業。2007年から2011年まで京都造形芸術大学キャラクターデザイン学科・学科長。
2018年現在は地元熊本県の大学が推奨する寄宿寮で大家をしている。
大学時代は映画を学んでいたが、就職活動中にアニメ監督の遠藤政治に出会い、アニメ会社に就職するも退社。当時公開していた『ジュラシック・パーク』のCGに感銘を受けて、ゲーム会社のCG部門で学ぶ。
その後、2000年に原作・監督・脚本を担当した『ポピーザぱフォーマー』でデビュー。DVDは12万枚を売り上げ、2002年度コロムビアゴールドディスク大賞を受賞した。続いて制作された『ガラクタ通りのステイン』は、第8回文化庁メディア芸術祭で優秀賞を受賞し、2003年釜山国際映画祭や2004年メルボルン国際映画祭に招待された。
続く『Funny Pets』も2006年度メルボルン国際映画祭に正式招待されている。
2009年には、 教育している大学生すべてを監督に起用して、世界初の365日放送アニメ『キャラディのジョークな毎日』の全体監修を担当。
2013年『オー！ジーザス』原作・脚本・監督。

## 監督

### アニメ
- ポピーザぱフォーマー（2000年）
- ガラクタ通りのステイン（2003年）
- Funny Pets（2006年）
- キャラディのジョークな毎日(2009年)
- オー！ジーザス(2013年)

### 実写
- 温泉タマゴ 〜湯けむり奇談〜『美子の第6感』（2004年）